# ゆめちゃん
ゆめちゃん（1993年7月2日 - ）は、日本のお笑いタレント。所属事務所はプロダクション人力舎。

## 人物
- 東京都江戸川区出身[1]。身長146cm、血液型A型。都立篠崎高等学校卒業[2]。
- 特技は13年やっていた和太鼓で、高校2年生の時に和太鼓の関東大会で審査員特別賞を受賞。どんな曲を出されてもすぐに和太鼓でソロ曲が作れる。歌は、初めて聞いた歌でも一瞬で一緒に歌うことが出来る。
- 他、特技はハリー・ポッターシリーズの登場人物、ハーマイオニー・グレンジャーの台詞の完コピ。
- ディズニーランド・東京ディズニーランド・東京ディズニーリゾート好きで、園内（特にトイレ）にも詳しい[2]。

## 来歴
高校卒業後、2012年にスクールJCAへ21期生として入学。本人曰く、芸人になろうとしたその影響となったのは、高校生時代にブレイクした渡辺直美。元々コントより漫才を好み、アンタッチャブルが好きでJCAに入ったが、講師から「あなたは漫才に向いてないし、人力舎っぽくない」と言われたことがあったという。
JCAに入学した年、同期生のわたなべオーケストラ（現・ふぁのシャープ）との女性コンビ『デンキスタンド』を結成。このデンキスタンド時代にも『ぐるナイおもしろ荘』に1度挑戦し、最終オーディションまで残ったことがある。デンキスタンドは約4年1カ月の活動の後、2016年5月末で解散。解散後に芸名を現在の『ゆめちゃん』とする。
2020年のM-1グランプリでは同じ事務所所属のゲーツー（うちまつげ）とのユニット『はっぴーめるへん』で出場した他、同じ2020年の第4回女芸人No.1決定戦 THE Wではデンキスタンド時代の元相方のわたなべオーケストラと『元デンキスタンド』というコンビ名でこの時だけ“再結成”して出場した。
2021年、ネタパレニュースターパレードのグランドチャンピオンシップに出場。
2022年、ぐるナイおもしろ荘 ネクストスター発掘SPにて優勝。

## 芸風
『シカゴの女』『人魚の女』といった、ミュージカルに纏わるコントを行う。シカゴの女ネタにおいては、オチで「シカゴ」に似た言葉に持って行くことが多い。それらのネタを始める前は、『ミュージカルでお悩み解決』『プリンセス漫談』といったネタをしていた。
2021年のR-1グランプリに出場するにあたってユニット『はっぴーめるへん』を組んでいる先輩のゲーツー（うちまつげ）にネタの相談をしたところ「見た目がポップなのに、ネタまでポップじゃダメ。逆にセクシーなことを言う方が面白い気がするから、セクシーな感じの物にしたら」とアドバイスされたことで、色っぽいミュージカルとして真っ先に思い浮かんだものが『シカゴ』だった事が、『シカゴの女』ネタをやり始めるようになったきっかけとなっている。一方では、20歳になってすぐの頃に交際していた元彼が5股をかけていたことが発覚してたことがトラウマとなって男性を信じられなくなり、マイナス思考になったが、それが嫌でイイ女になりたいという思いからこの『シカゴの女』をやっているとも話したことがある。
ネタ中のダンスは出来るだけセクシーなものにしようとして、TWICEの振付を参考にしたという。元々ネタ作りは苦手な方だったが、『シカゴの女』ネタはすぐに出来たということで本人曰く「初めてネタ作りが楽しいって思えた」とのこと。またタップダンスも行っているが、おぼん・こぼんに憧れて始めたという。

## 賞レース戦績
- 2021年 ネタパレニュースターパレード グランドチャンピオンシップ進出
- 2022年 ぐるナイおもしろ荘 ネクストスター発掘SP 優勝

## 出演
（）

### テレビ

#### バラエティ
- U&iスペシャル（NHK Eテレ）- 新キャラクター・ミドリン 役
- PON!（日本テレビ）- デンキスタンド時代の出演
- ナマイキ!あらびき団（TBSチャンネル）- デンキスタンド時代の出演
- コサキン・天海の超発掘!ものまねバラエティー マネもの（フジテレビ）- 第5回（2019年6月27日）
- 裸の少年（テレビ朝日）
- 矢作と山崎と（フジテレビオンデマンド）
- おぎやはぎの「ブス」テレビ（AbemaTV）
- ネタパレ（フジテレビ）- 2021年4月23日[13]・5月21日[14]・10月29日[15]・2022年8月12日[16]・9月30日[17]。
- 超逆境クイズバトル!! 99人の壁（フジテレビ）- ディズニースペシャル回に出場[2]。
- そろそろにちようチャップリン（テレビ東京）- 2021年9月4日初出演[10]
- 今夜くらべてみました（日本テレビ）- 2021年12月22日
- おもしろ荘（日本テレビ）- 2022年1月1日
- ゼロイチ（日本テレビ）- 2022年1月15日
- ザ・ベストワン（TBSテレビ）- 2022年3月4日
- まさかのルールはなぜできた!? 作画プレゼン!刺さルール（テレビ朝日）- 2022年3月8日
- 白黒アンジャッシュ（チバテレ）- 2022年3月15日
- 再現できたら100万円!THE神業チャレンジ（TBSテレビ）- 2022年3月25日
- THEカラオケ★バトル（テレビ東京）- 2022年4月3日「芸能界最強歌うま王決定戦2022春」
- 賞金奪い合いネタバトル ソウドリ〜SOUDORI〜（TBSテレビ）- 2022年5月17日「ヘビー級女芸人No.1は誰だ!?パワフルガールズネタバトル」
- バカリと大悟の人類極限クイズ（日本テレビ）- 2022年7月16日
- 上田と女が吠える夜（日本テレビ）- 2023年8月16日

#### ドラマ
- 監獄のお姫さま（TBSテレビ）- レギュラー受刑者役
- 忘却のサチコ（テレビ東京）- 第9話
- 沈黙法廷（WOWOW）- 第2話
- 弱虫ペダル（BSスカパー!）- 女子高生 役[1]

### ネット配信
- 有田ジェネレーション（Paravi）- 2022年6月20日「有ジェネガールズバー新人面接『ゆめちゃん』」

### CM
- 日清焼そばU.F.O. - カバ女子役
- SNOW（Snow Corporation　スマートフォンアプリ）「お見合い編」着物女子 役[1]
- 三菱電機 霧ヶ峰 - 店員役

### ミュージックビデオ
- ゴールデンボンバー『水商売をやめてくれないか』- キャバ嬢 役

### ライブ・舞台
- 劇団フルタ丸『結婚泥棒と６つの指輪』ドーラ役[1]
- 劇団フルタ丸『青春ゲットバック2』モンちゃん役[1]
- ビエンナーレ ミュージカル『土俵で相撲をとることは大変キケンです』うつつん役[1]
- ミュージカル『THE FAT』
- k-farce『君の願いは雪になる』
- k-farce『CRAP！CRAP！CRAP！』
- k-farce 「カシマッシュ！」
- 劇団天然ポリエステル『リトライダイアリー』
- ねくすぽすと ミュージカル『おやすみ伯爵と真夜中のダンスパーティー/靴屋のバーニー』
- 劇団Brave hearts ミュージカル『探偵の愛と陰謀のピカレスク』